# Jack Chambers (Maler)
Jack Chambers (* 25. März 1931 in London/Ontario; † 13. April 1978 ebenda) war ein kanadischer Maler und Filmemacher.
Chambers besuchte von 1946 bis 1949 die H.B. Beal Technical School und studierte danach kurze Zeit an der University of Western Ontario. 1953 bereiste er Europa und traf in Frankreich Pablo Picasso, der ihm ein Studium an der San Fernando Academia de Bellas Artes in Madrid empfahl. Nach Abschluss des Studiums kehrte er 1961 nach London zurück. Hier lebte er als Maler und produzierte zwischen 1964 und 1970 acht Filme. Nach Auseinandersetzungen mit der National Gallery of Canada gründete er 1967 die Canadian Artists Representation, eine Urheberrechtsorganisation, die er bis 1975 leitete. Seinen künstlerischen Ansatz stellte Chambers 1969 in dem Essay Perceptual Realism dar, in dem er die Phänomenologie des französischen Philosophen Maurice Merleau-Ponty
anknüpfte.
Die Gemälde Chambers’ wurden u. a. in der Nations Gallery of Canada, der Art Gallery of Ontario, im Musée d'Art contemporaine de Montréal, dem Musée des beaux Arts de Montréal und der Vancouver Art Gallery ausgestellt. 1970 veranstalteten die Art Gallery of Ontario und die  Vancouver Art Gallery eine Werkretrospektive für ihn. 2011 fand im Museum seiner Heimatstadt die Ausstellung Light from the darkness, silver paintings and film work of Jack Chambers statt.

## Filme
- Mosaic (1964–65)
- Hybrid, 1966 (1966, col., sil., 15 min.)
- Little Red Riding Hood (mit Greg Curnoe und James Reaney), 1967
- R-34, 1967
- Circle, 1968–69
- The Hart of London, 1968–70
- C.C.C.I., 1970–
- Life Still, 1970–